# Heinrich Runte
Heinrich Runte (* 27. März 1909 in Schlebusch; † 2. März 1978 in Frankfurt am Main) war von 1945 bis 1946 Oberbürgermeister von Ingolstadt.
Um den Posten des Bürgermeisters zu besetzen, bestimmte die Militärregierung der US-amerikanischen Besatzungszone Deutschlands mit Heinrich Runte einen Häftling der örtlichen Strafanstalt zum Bürgermeister. Die Militärregierung ging davon aus, dass nur politisch Verfolgte inhaftiert wären. Runte war aber in Wirklichkeit ein einfacher Kleinkrimineller.